# 陳肇銘
陳肇銘（英語：Siuming Chan），出身於香港，澳大利亞華人，香港男演員、企業家，曾參與不同類型廣告短片及電視劇集演出。畢業於蒙納士大學，修讀資訊科技管理系學士學位，2017年創立量體定制西服全球O2O及C2T平台，為多位國際、香港藝人及商界名人量體定制手縫西服，宣揚傳統香港洋服文化。

## 演出作品

### 電視劇集
- 2014年
  - 香港電台單元劇《醫護人生》第6集「師徒」飾演 男護士
- 2015年
  - 香港電台單元劇《證義搜查線III》第2集「超級偶像」飾演 下屬
  - 香港電台單元劇《回到未來錢》
  - 香港電台單元劇《火速救兵III》
- 2016年
  - 香港電台單元劇《獅子山下2016》
  - ViuTV電視劇《三一如三》第24集「志凡的過去」飾演 同事[5]
- 2017年
  - ViuTV電視劇《詭探》第6集「女孩鬼魂」飾演 精神病男院友[6]
  - ViuTV電視劇《賤民20》第5集「長時間在痛苦之下等待，會令人變瘋，變賤」飾演 病人
- 2018年
  - 香港電台單元劇《沒有牆的世界》第10集「小念頭」
- 2019年
  - ViuTV電視劇《港人愛·講仁愛》第7集「回家的聲音」飾演 醫生
- 2020年
  - 香港電台單元劇《醫生與你》第1集「疑幻似真的食物敏感」飾演 Legolas

### 電影
- 2015年
  - 電影《賭城風雲II》
- 2016年
  - 電影《我們的6E班》

### 廣告
- 2014年
  - 愛滋寧養服務協會《零愛滋病的未來》
- 2016年
  - 香港地球之友 宣傳片
- 2017年
  - Tim Tam《辦公室降火大法》
  - Perfect Medical《極速去斑、無懼反黑》
  - 蜂花神扮工生態紀錄片《四個應該立即請病假的理由》
  - ViuTV 2017母親節宣傳片
- 2018年
  - 4ward Fitness《喜愛夜夜蒲健康性感版》
- 2021年
  - Vita Family《全民 Tea Master》

### Music Video
- 2015年
  - 雨僑《行為偽術》
- 2016年
  - 艾粒 I Love You Boyz《又到3點3》

## 外部連結
- 陳肇銘的Instagram帳戶